# Platycapnos tenuiloba
Platycapnos tenuiloba és una espècie que pertany a la família de les papaveràcies.

## Etimologia
- Platycapnos: mot llatí compost per πλατύς (platýs, aplanat, estés) i καπνός (capnos, fum, fumària). Degut a la seua semblança amb el gènere Fumaria i la forma aplanada de les seues llavors.[2] Nom atorgat per la seva aparença amb les espècies de Fumaria, però de fruits més aplanats que aquestes.
- tenuiloba: epítet llatí compost per tenui (prim) i loba (lòbul). En referència a l'anatomia de les seues fulles.[3]

## Descripció
Teròfit herbaci de tiges de 20 cm, erectes o ascendents, i foliosos fins a la part superior. Té les fulles dues vegades dividides, amb els últims segments filiformes. Les flors fan 7-8 mm, són rosades i es tornen roges després de la fecundació, amb un marge groc en el pètal superior. Estan compostes per amb 4 pètals desiguals i soldats. L'estigma presenta un apèndix arquejat-ascendent, geniculat en l'àpex. Els pedicels fructífers són reflexos. La inflorescència és un raïm, de fins a 80 flors, espiciformes de contorn quasi cilíndric. Les bràctees tenen la mateixa grandària que els pedicels. El fruit és una càpsula dehiscent. Floreix de març a juny. El seu nombre cromosòmic és 2n = 32.

## Hàbitat i distribució
Creix en camps de conreu, vores de camins, llocs alterats, superfícies rocoses, parets seques i marges, camps de cultiu i erms de les rodalies. Sòls calcaris i amb poc nitrogen. Associat a les formacions fitosociològiques Agropyro cristati-Lygeetum sparti, Lygeo sparti-Stipetum lagascae i Ononidetum tridentatae.
Distribució iberomagrebí (Sud-oest d'Europa, Àfrica del Nord i la Macaronèsia). Pel que fa als nostres territoris, es pot trobar al territori catalanídic central i meridional (L'Alt Camp, la Ribera d'Ebre i el Baix Ebre) i al territori sicòric (El Segrià i el Baix Cinca), fins als 500 msnm. També arreu del País Valencià, especialment al territori serrànic (L'Alt Palància) i el territori diànic (La Marina Baixa).

## Taxonomia
Aquesta espècie està subdividida en dues subespècies:
- subsp. tenuiloba: segments foliars divaricats amb fruit generalment llis.
- subsp. parallela: segments foliars paral·lels amb fruit alveolat. Endemisme dolomític de les serres de Màlaga, i local a Granada (Serra d'Almijara).[10]

## Galeria

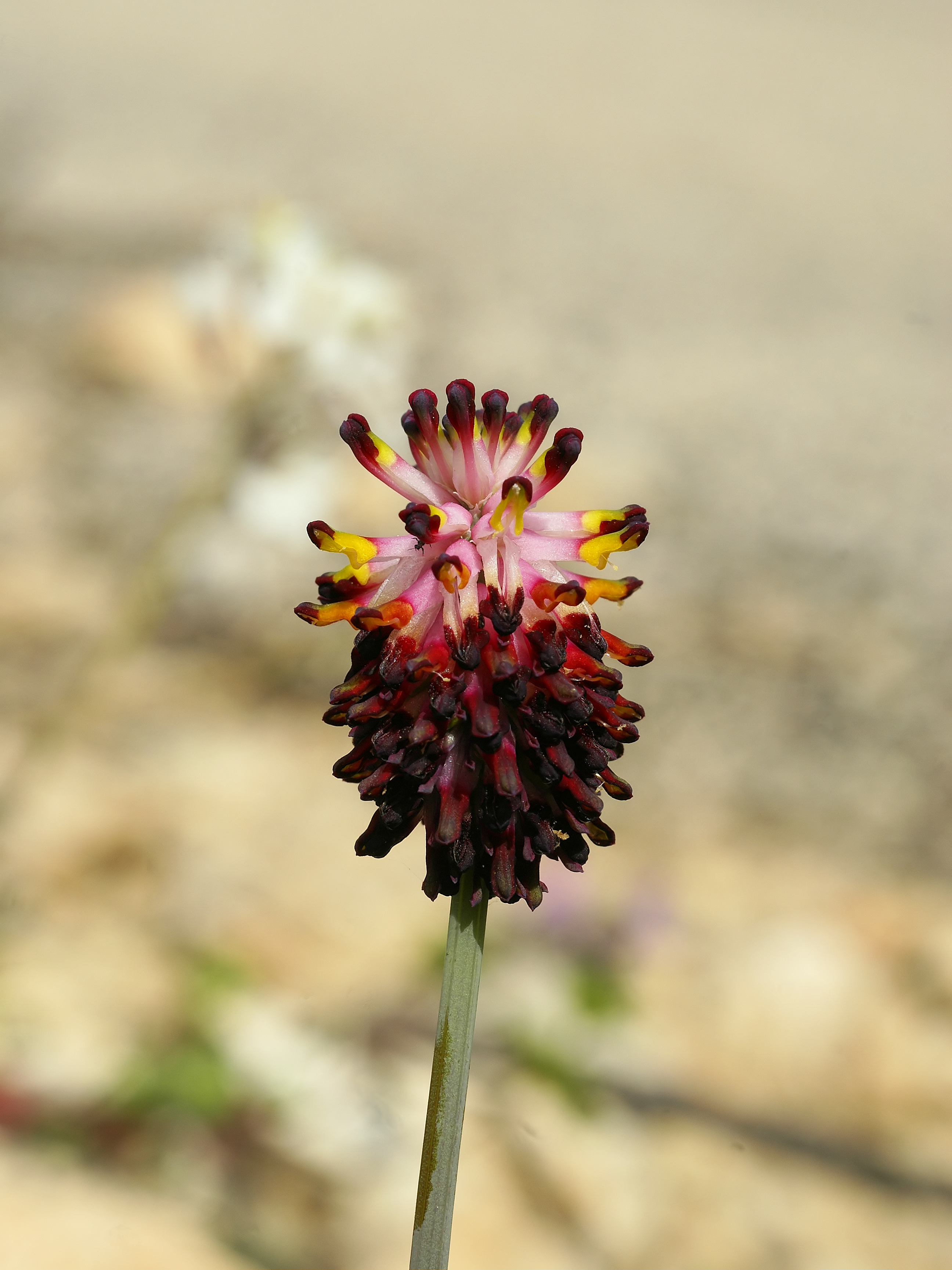
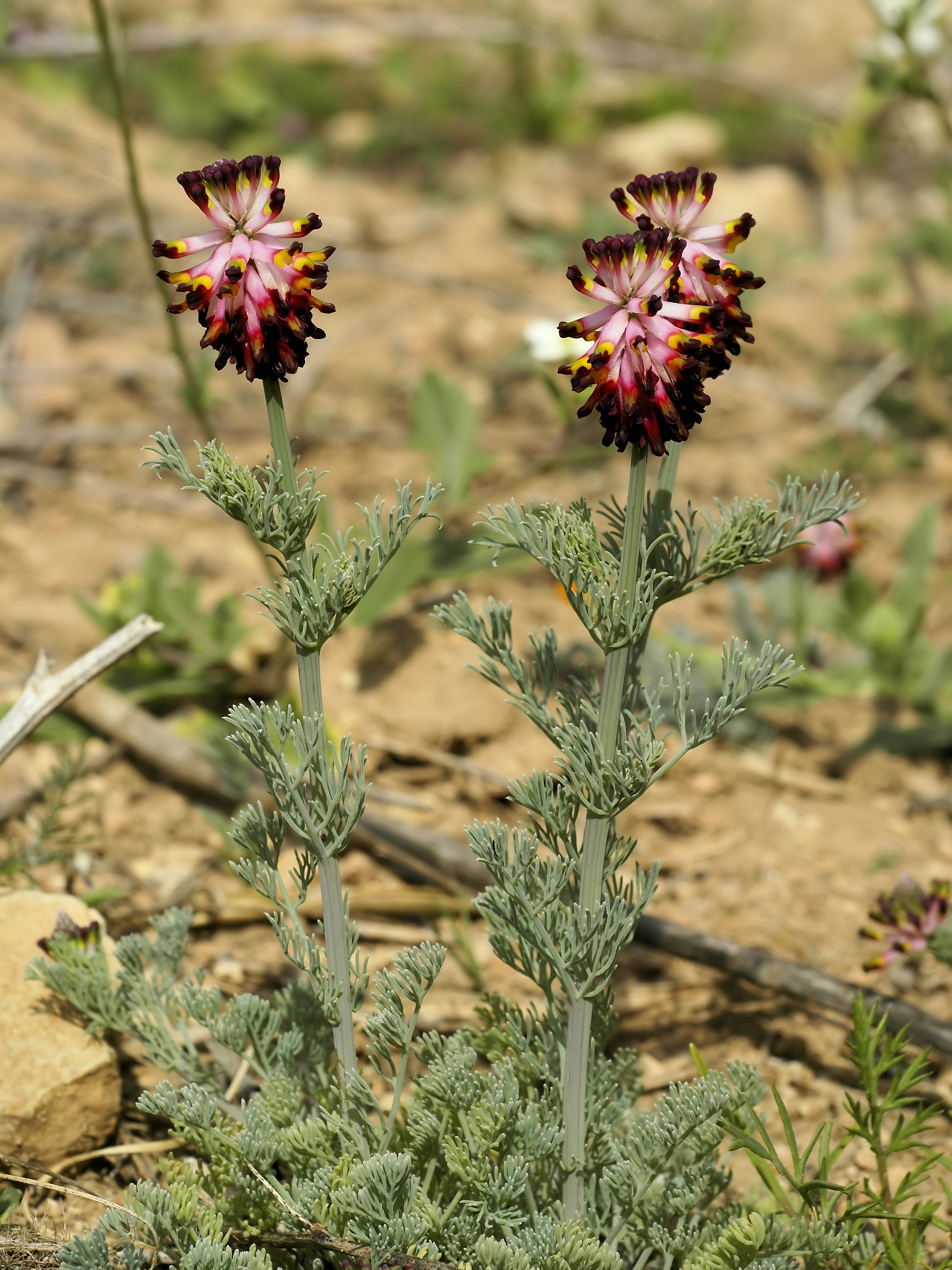